# Gustavo Santos
Gustavo Martim de Malhão Rosário Santos (Lisboa, 27 de maio de 1977) é um escritor, orador e comunicador português. Já foi apresentador de televisão, modelo, ator, bailarino e cantor, tendo tido uma curta passagem pela música.
Alguns dos seus principais trabalhos na TV incluem a série Ana e os Sete, de 2003, e o programa de remodelações Querido, Mudei a Casa!, que apresentou até meados de 2020.

## Carreira
Durante o início dos anos 2000, Gustavo Santos fez parte do boy group Hexa Plus — composta pela trupe de dança de que já fazia parte, os Hexa, e João Portugal —, tendo até feito aparições na televisão nacional portuguesa, mais concretamente nos programas Domingo Fantástico e Big Show SIC.
Tornou-se mais conhecido do grande público pela participação no Big Brother Famosos 2 em 2002.
Posteriormente trabalhou como modelo, desempenhou papéis secundários na ficção portuguesa, mas só voltou a ter notoriedade quando, em 2010, se tornou num dos apresentadores do programa de decoração Querido, Mudei a Casa!.
Publicou o seu primeiro livro, Carta Branca, em 2006, mas foi em 2012, com o sucesso de Querido, Mudei a Casa!, que conseguiu divulgar o seu quarto livro, Arrisca-te a Viver, que conta já com 12 edições (embora se desconheça o número de exemplares por edição).
Desde aí que tem vindo a conciliar as suas atividades mediáticas com a vida de escritor motivacional, mantendo a produção de um livro por ano, e também com a de orador em eventos como o dos aspiradores Rainbow ou em pequenos workshops em clubes de esoterismo por todo o país.
Em 2013, apostou na divulgação em vídeo, com 180 segundos com Gustavo Santos, dando a conhecer as suas reflexões ao público, mas também gerando críticas relativas à substância ilícita do seu discurso, caso de personalidades como João Miguel Tavares ou Guilherme Fonseca.
Em 2014, deu uma entrevista no vlog "O Céu Pode Esperar", que acabou por se tornar viral com a sátira de Luís Filipe Borges no programa 5 para a Meia Noite, passando Gustavo a ser alvo de sátira em diversos vídeos em programas humorísticos, no YouTube e nas redes sociais em geral. Programas televisivos e de rádio onde Gustavo Santos foi ou é satirizado incluem Zapping (Canal Q), Donos Disto Tudo (RTP), Portugalex (RDP) e Extremamente Desagradável (Antena 3, numa primeira fase, e Rádio Renascença, posteriormente).
Em janeiro de 2015, a propósito do atentado terrorista ao jornal Charlie Hebdo, foi notícia por declarações tidas como persecutórias à liberdade de expressão, que voltaram despoletar novas críticas generalizadas, como as de Rui Unas, Bruno Nogueira, São José Correia, Ana Markl, ou Manuel Luís Goucha, e que acabaram por levar Gustavo a ser vítima de cyberbullying.
Em 2020, foi substituído por João Montez no papel de anfitrião de Querido, Mudei a Casa. Na sequência do decréscimo nas vendas dos seus livros em Portugal, tem vindo a apostar no mercado brasileiro, tendo lançado, em 2016, o livro Arrisca-te a Viver no Brasil, sob o titulo "Atreva-se a Viver".
Em outubro de 2022, e a propósito do lançamento do seu livro Não Obedeças Mais, revelou que durante a pandemia de COVID-19 apresentou resultados de testes falsos ao SARS-COV-2 de modo a poder entrar em eventos públicos. Estas declarações foram criticadas pelo advogado Rogério Alves, que afirmou que se, de facto, Gustavo Santos usou testes falsos, o autor poderia incorrer no crime de falsificação de documento para obter vantagem. Além disso, o médico intensivista Gustavo Carona comparou Gustavo Santos ao teórico da conspiração de extrema-direita norte-americano Alex Jones. Em resposta, Gustavo Santos afirmou o seguinte, referindo-se aos testes rápidos de antigénio ao SARS-COV-2: "[…] todos usámos testes falsos, a começar pelos vendidos nas farmácias, os mesmos que declaravam alguém sem sintomas como positivo, na impossibilidade de existirem assintomáticos por COVID-19." Em janeiro de 2025, Santos comparou as pessoas que se recusaram a tomar a vacina contra a COVID-19 aos judeus exterminados nos campos de concentração nazis. 
Em 2023, participou como orador num evento da associação de extrema-direita portuguesa Habeas Corpus em Vila Praia de Âncora. A 18 de janeiro de 2025, participou na 13.ª edição do Ciclo de Jornadas Políticas concelhias do partido Chega, em Vila Nova de Famalicão.

## Trabalhos na televisão

### SIC
- 2010/2014 - Querido, Mudei a Casa! - Apresentador
- 2009 - Camilo, o Presidente - Bombeiro Silva
- 2008 - Rebelde Way - Jaime
- 2007 - Resistirei - Pontes
- 2007 - Chiquititas - Rui Pires
- 2007 - Vingança - Agente da Euroforce
- 2006 - Câmara Café - Ivo Ramalho
- 2006 - Aqui Não Há Quem Viva - Fred
- 2006 - Floribella - Pedro
- 2005 - Malucos e Filhos - Vários papéis
- 2005 - Malucos na Praia - Vários papéis
- 2004 - Maré Alta - Passageiro do navio

### TVI
- 2002 - Big Brother Famosos 2 - Concorrente
- 2003 - Morangos Com Açúcar - M.C.
- 2005 - Inspector Max - Manuel
- 2005 - Clube das Chaves - Burglar
- 2010 - Espírito Indomável - Júnior
- 2014-2020 - Querido, Mudei a Casa! - Apresentador
- 2014 - Dança com as Estrelas (2.ª edição) - Convidado

## Livros
- 2006 - Carta Branca, Livros Novalis
- 2008 - Os Laços Que Nos Unem, Caderno
- 2010 - A Dança da Vida, Oficina do Livro
- 2012 - Arrisca-te a Viver, Esfera dos Livros / Atreva-se a Viver (Brasil, 2016)
- 2013 - Agarra o Agora, Esfera dos Livros
- 2014 - A Força das Palavras, Esfera dos Livros
- 2015 - O Caminho, Manuscrito
- 2016 - Ama-te, Esfera dos Livros
- 2016 - Ama-te - Nível 2, Esfera dos Livros
- 2020 - Reencontra-te - Todos nós precisamos de nos perder para nos voltarmos a encontrar, Pergaminho
- 2021 - Casa, Pergaminho
- 2022 - Ama-te - 120 textos inspiradores para mudares a tua vida, A Esfera dos Livros
- 2022 - Não Obedeças Mais, Alma dos Livros

Vida pessoal
Gustavo Santos tem três filhos, os dois fruto da sua relação com Sofia Lima, com quem foi casado. À data de março de 2023, Santos teve o seu terceiro filho, António, filho em comum com Mafalda Rodiles.